# Южкузбассуголь

АО ОУК «Южкузбассуголь» — российская угольная компания. Полное наименование — Акционерное общество Объединённая угольная компания «Южкузбассуголь». Штаб-квартира — в городе Новокузнецке Кемеровской области.

## История
Добыча угля в Кузбассе началась в XIX веке. С 1920 года появляются структуры, управляющие несколькими шахтами. В 1936 создается объединение «Куйбышевуголь», в 1946 — объединение «Кузнецкуголь», в 1957 — «Томусауголь». В 1969 году эти три треста объединились в «Кузнецкуголь».
На территории Новокузнецка располагались шахты — Орджоникидзевская, Бунгурская, им. Димитрова, Нагорная, Абашевская, Зыряновская, Байдаевская, Антоновская, Большевик, Полосухинская. Шахта Нагорная была награждена Орденами трудового красного знамени, а шахта Зыряновская Орденом Ленина.
В 1990-х годах концерн Кузнецкуголь был акционирован . Также были акционированы и шахты. В мае 1999 года у государства в «АО Кузнецкголь» был пакет в 80 % акций. После 1999 Кузнецкуголь преобразован в Южкузбассуголь . По состоянию на 01.01.2015 по АО "ОУК «Южкузбассуголь» доказанные и вероятные запасы по JORC составляют 2581 млн тонн. В апреле 2015 года предприятия Южкузбассугля перешли под оперативное управление Распадской угольной компании (теперь это Новокузнецкая площадка Распадской угольной компании).

## Собственники и руководство
Единственным акционером ОАО "Объединенная угольная компания «Южкузбассуголь» является ПАО Распадская. В 2020 году ПАО Распадская получило контроль над 100 % акционерного капитала "Южкузбассуголь.
До лета 2007 года половиной компании владели менеджеры «Южкузбассугля» (Владимир Лаврик, Александр Говор и Юрий Кушнеров); сделка по продаже акций «Евразу» была закрыта 8 июня 2007 года.
Георгий Лаврик получил при продаже «Евразу» своей доли $290 млн.

## Деятельность
Компания «Южкузбассуголь» специализируется на добыче и переработке угля и включает 12 шахт («Абашевская», «Алардинская», «Грамотеинская», «Есаульская», «Осинниковская», «Томская», «Томусинская 5-6», «Ульяновская»,"Тагарышская", «Кушеяковская», «Ерунаковская VIII»), две обогатительные фабрики и 13 специализированных вспомогательных предприятий. Территориально шахты находятся в пяти городах Кузбасса — Новокузнецке, Междуреченске, Осинниках, Калтане,Белове . Шахты организационно являются филиалами ОАО ОУК «Южкузбассуголь». По состоянию на 1 января 2007 года общие доказанные и вероятные запасы угля компании, по оценкам IMC Consulting, составляют 888 млн тонн. До 2010 года в состав компании входил завод Гидромаш. Также в состав компании входит Осинниковский РМЗ.
В 2005 году добыча компании составила 17 млн т угля (13 млн т коксующегося и 4 млн т энергетического). Выручка по РСБУ за 2005 составила 20,79 млрд руб., чистая прибыль — 5,52 млрд руб.
В 2007 году общий объём добычи «Южкузбассугля» составил почти 12 млн тонн угля, из которых 56 % составил коксующийся уголь. За 9 месяцев 2009 года добыто 10,2 млн тонн угля.
На 2009 год «Южкузбассуголь» добывает подземным способом 20 % угля в Кузбассе и 15 % в России. Добыча коксующихся углей составляет 67 % от общего объёма добычи угля по компании и 15 % — по России. Остальные угли — энергетические.
В 2014 году Южкузбассуголь добыл более 11,5 млн тонн угля, произвел более 6,5 млн тонн концентрата.
В 2015 году Южкузбассуголь добыл более 10,3 млн тонн угля.
В 2016 году Южкузбассуголь добыл 11,182 млн тонн угля.
На шахтах компании применяются дизелевозы.

## Аварии
- 19 марта 2007 года на шахте Ульяновская (Новокузнецк), принадлежащей компании «Южкузбассуголь», произошло обрушение лавы, выброс метана и последующий взрыв. В результате аварии, по данным на 20 марта, погибло 110 человек, в том числе 20 руководящих работников шахты[8]. Эта авария стала крупнейшей по числу жертв в угольной отрасли России за всю историю[9].
- 24 мая 2007 года на одной из шахт компании вновь произошла серьёзная авария. На шахте «Юбилейная» в Новокузнецке произошёл взрыв метана, который унёс жизни 38 шахтёров. Комментируя очередное происшествие на угледобывающем предприятии «Южкузбассугля», губернатор Кемеровской области Аман Тулеев заявил, что необходимо сменить собственника и менеджмент «Южкузбассугля», а в противном случае — добиться отзыва лицензии у компании[10].

По некоторым данным, причиной аварий стало препятствование шахтёрами работе системы безопасности: остановка работы в забое в случае роста содержания метана в воздухе могла привести к уменьшению выработки, а, как следствие, в условиях сдельной оплаты труда — к снижению заработной платы.

## Шахты и фабрики
В 1969 Шахты Южкузбассугля добыли 25707,4 т угля
По состоянию на 1974 год в состав объединения входили:
- Шахта имени Орджоникидзе- Первая шахта Новокузнецка с 1930. В 1988 году была присоединена к Шахте имени Димитрова
- имени Димитрова — Появилась в 1934 году. Ликвидирована в 1996 году
- Шахта «Редаково» Появилась в 1936 году . Ликвидирована в 1996 году
- «Бунгурская». Создана в 1949 году. Закрыта в 1999 году
- «Байдаевская» с обогатительной фабрикой-Появилась в 1940 году. Закрыта в 2005 году
- «Зыряновская» .Появилась в 1939 году. Закрыта в 2009 году
- «Абашевская» . Появилась в 1943 году. Закрыта в 2013 году
- «Нагорная». Появилась в 1956 году. Закрыта в 1996 году
- «Новокузнецкая». Появилась в 1956 году. Закрыта в 2001 году
- «Капитальная» с обогатительной фабрикой. Появилась в 1973 году
- Шахта «Кузбасская» с обогатительной фабрикой. Появилась в 1937 году. Присоединена к шахте Капитальная в 1976 году
- Шахта «Шушталепская» с обогатительной фабрикой. Появилась в 1947 году. Закрыта в 1998 году
- Шахта «Высокая». Появилась в 1970 году
- «Алардинская». Появилась в 1966 году
- Шахта имени Ленина. Появилась в 1953 году
- Шахта «Томская». Появилась в 1963 году
- Шахта «Усинская». Появилась в 1959 году
- Шахта «Распадская». Появилась в 1973 году
- Шахта имени Л. Д. Шевякова. Появилась в 1962 году
- ЦОФ «Абашевская». Работает с углями марки Ж и ГЖ, работает с 26 июня 1962 года
- ОФ «Томусинская»
- ЦОФ «Осинниковская»

### В 2014 году
- Шахта «Алардинская» -Расположена на Алардинском каменноугольном месторождении. Горные работы на предприятии ведутся с 1957 года. Шахта добывает коксующийся уголь марки КС, ТС и Т
- Шахта «Грамотеинская» (продана в 2013 году)
- Шахта «Есаульская» -Образована в 1984 году, разрабатывает Байдаевское каменноугольное месторождение. На предприятии добывают уголь марок Ж, ГЖ и ГЖО
- Шахта «Ерунаковская-8» -Отрабатывает запасы, находящиеся на Ерунаковском каменноугольном месторождении. Шахта, введенная строй в феврале 2013 года, является самой молодой из шахт Южкузбассугля
- Шахта «Кушеяковская»- остановлена в 2014 году
- Шахта «Осинниковская»-Старейшая из шахт Южкузбассугля. Предприятие было создано в 1932 году. Шахта находится на Осинниковском каменноугольном месторождении и добывает уголь марок Ж и КЖ
- Шахта «Юбилейная» (В 2013 году продана ЗАО «ТопПром») (два района — собственно «Юбилейная» и шахта «Ульяновская»)
- ЦОФ «Абашевская». Работает с углями марки Ж и ГЖ, работает с 26 июня 1962 года
- ЦОФ «Кузнецкая». Работает с рядовыми марками угля, работает с 10 января 1966 года
- Шахта «Усковская». Разрабатывает пласты, находящиеся на Ерунаковском каменноугольном месторождении. На шахте добывают уголь марок ГЖ и ГЖО.

В состав Южкузбассугля входят вспомогательные предприятия: железнодорожное предприятие Кузнецкпогрузтранс, автотранспортное предприятие, Институт промышленного проектирования угольных предприятий, Южно-Кузбасское геологоразведочное управление, управление по монтажу, демонтажу и ремонту горно-шахтного оборудования, Осинниковский ремонтно-механический завод и специализированное шахтомонтажно-наладочное управление.

## Директора
- Евсеев, Василий Сергеевич 1974—1978
- Ялевский, Владлен Данилович — ГСТ
- Анищенко, В И[13]
- Некрасов, Виктор Васильевич
- Нифонтов, Альберт Иванович
- Малышев, Юрий Николаевич — член-корр РАН , главный инженер Южкузбассугля — генеральный директор
- Козовой, Геннадий Иванович
- Лаврик, Владимир Георгиевич — 1997 −2007[14]
- Борщевич, Андрей Михайлович — 2008—2013
- Степанов, Сергей Станиславович — 2014—2020
- УК ООО «РУК»[1]

## Подготовка кадров
Осинниковский горный техникум, Новокузнецкий горнотранспортный колледж.